# Ножны

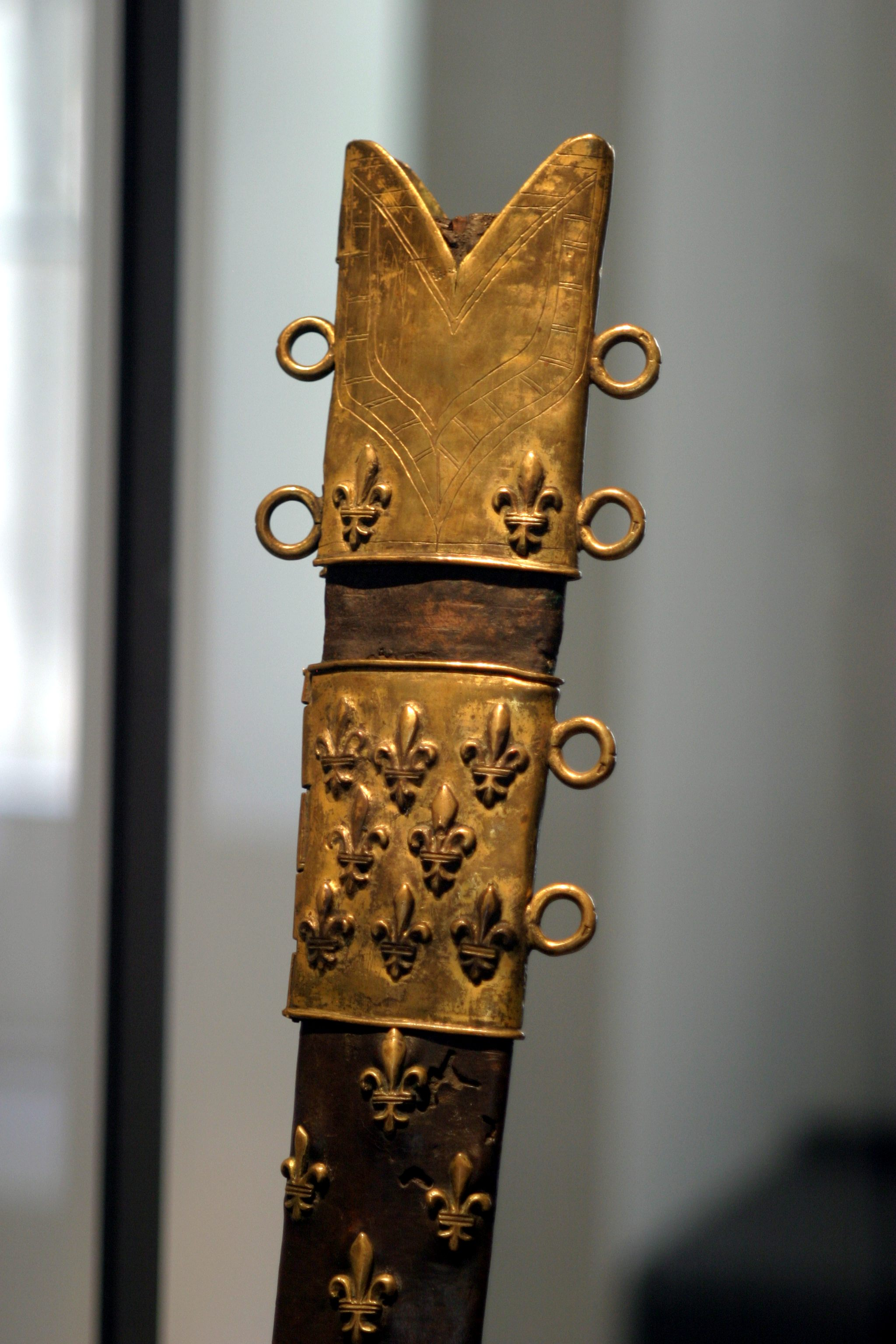
Ножны, во французском музее армии

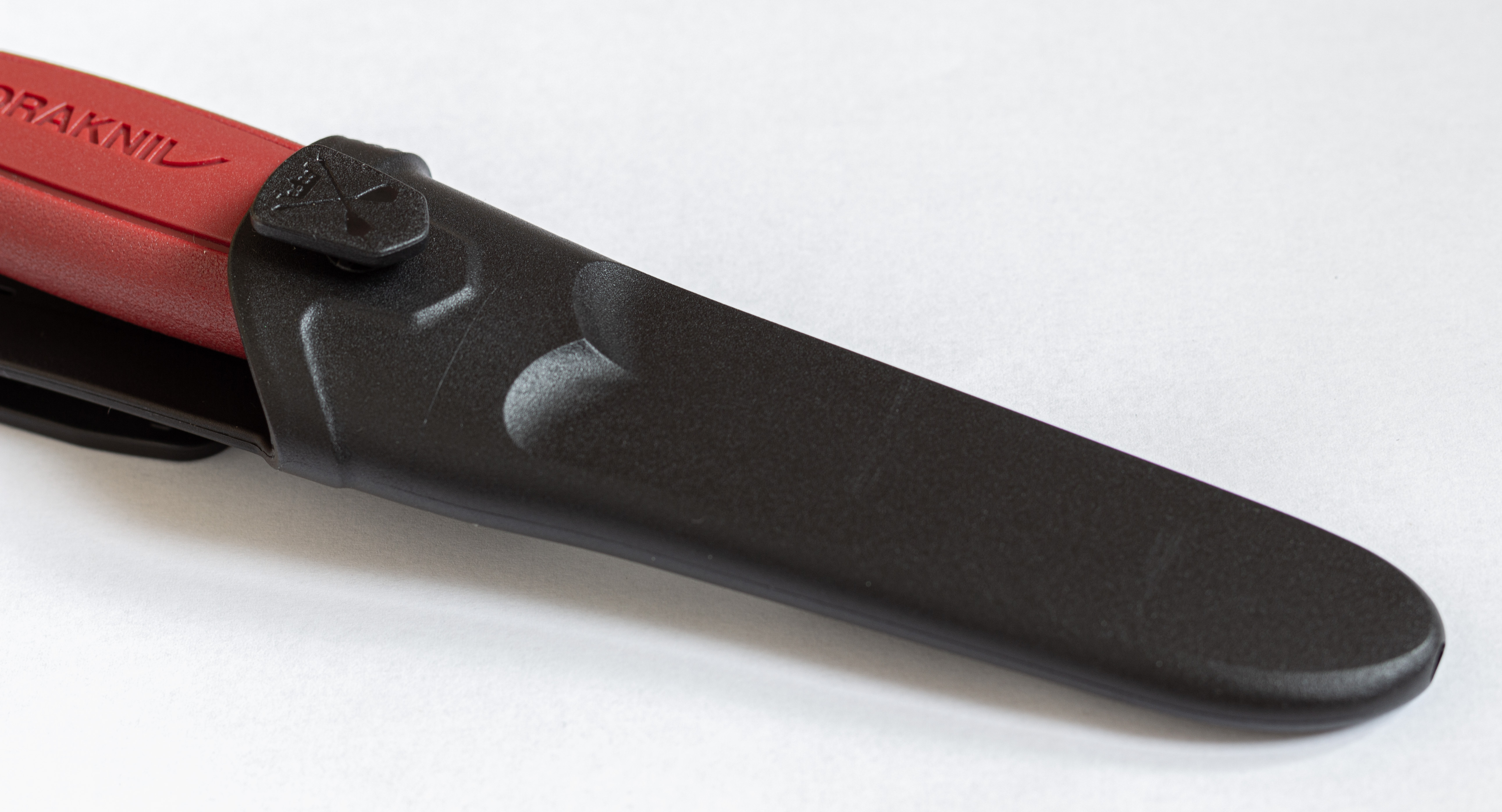
Нож в ножнах

Но́жны — специальный футляр для хранения и ношения клинкового оружия.
В энциклопедическом словаре Брокгауза и Ефрона — Ножны, старорусское слово — влагалище для ножей, мечей, сабель, шпаг, кончаров, тесаков и кинжалов.
Ножны на штык (штыковые ножны) — Наштычник.

## Общие сведения
Ножны для кинжала, сабли, меча, штыка, штык-ножа и тому подобное служат для того, чтобы избежать нежелательного действия острых частей оружия, способных нанести ранения людям и животным, а также повреждения окружающим предметам при хранении и транспортировке. Также ножны выполняют задачу предохранения находящегося в них оружия от негативного воздействия окружающей среды (например, ржавения). Кроме этого, ножны зачастую выступают как часть одежды (особенно праздничной), а при хранении в нём особо ценного или искусно сделанного оружия ножны могут быть украшены вставками из драгоценных металлов и камней, то есть являются произведением оружейного и прикладного искусства (например — в Германии ножны Имперского меча).
При изготовлении ножен для оружия используют самые различные материалы повышенной прочности: дерево, кожа, различные ткани и металлы. Как правило, в их конструкции предусмотрены петли, кольца или связки, позволяющие крепить ножны на одежде или поясе (ремне). В нижней части ножны вставлены в бутероль (фр. bouterolle) (наконечник). В Средневековье в Европе ножны особо крупных экземпляров клинкового оружия намертво крепили на особом, предназначенном для этого кожаном приспособлении (несущем ремне — портупее). Располагали ножны с оружием у бедра или плеча воина. В более поздние времена ножны оснащали специальным предохранителем, позволявшим избежать нежелательного и неожиданного высвобождения клинка из ножен.
В России ножны для клинка холодного оружия при ношении делали из:
- кожи для ножей — коротких кинжалов
- дерева, обтянутые кожей, резиной для ножей — шашек, тесаков, бебутов
- дерева, обтянутые сафьяном для ножей — восточного оружия
- дерева, обтянутые восчанкой для ножей — шашки кавказских казаков
- металла для ножей — сабель, палашей.

## Старинные ножны
В Средневековье для изготовления ножен для меча или сабли использовали дерево, обёрнутое в кожу или ткань, либо кожу, укреплённую металлическими бляхами или полосами. Внутренняя часть ножен была выложена мехом, выполнявшим целый ряд различных функций. Одной из них было образование особой плёнки, появлявшейся в результате постоянного вложения в ножны, смазанного маслом или животным жиром оружия. Эта масляная плёнка по меху в ножнах создавала особо благоприятную защитную среду для хранения, защиты от ржавчины и постоянно повторяющейся смазки меча. Кроме этого, благодаря такому меховому ложу в ножнах меч удерживался в фиксированном положении.
Металлические части (кольца) в месте вхождения меча или сабли в ножны служили их защите от повреждений при вложении в них оружия. Также металлом была защищена нижняя часть ножен, их оконечник (бутероль) с тем, чтобы избежать царапин или повреждений при контакте с поверхностью земли. Особый интерес представлял применяемый в Средние века ремень для ношения ножен (и оружия вместе с ним). Так, его крепили не с помощью обычной для этого пряжки, а специальным узлом, позволявшим при необходимости воину в любое мгновение (и одной рукой, сохранив в другой оружие), потянув за один из концов узла развязать его и сбросить пустые ножны на землю. Это было зачастую необходимо при фехтовании в пешем порядке, так как деревянные ножны были тяжелы и в ближнем бою мешали их хозяину быть достаточно подвижным.
В XIX веке появились и быстро завоевали популярность цельнометаллические ножны, хоть они и имели недостаток — оружие, в них хранившееся, довольно быстро затуплялось.

## Галерея

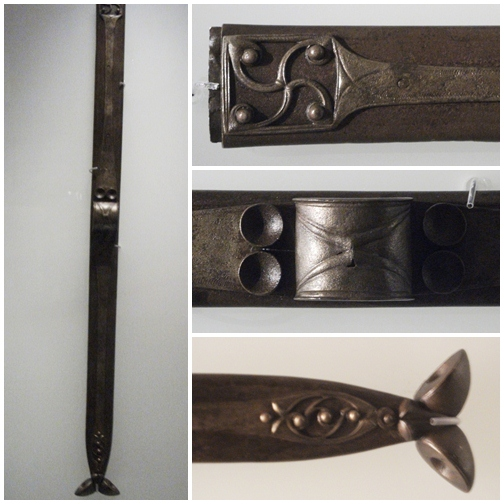
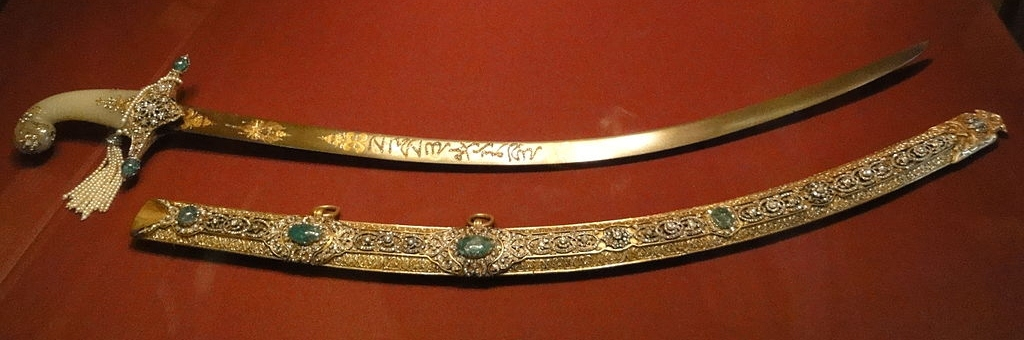
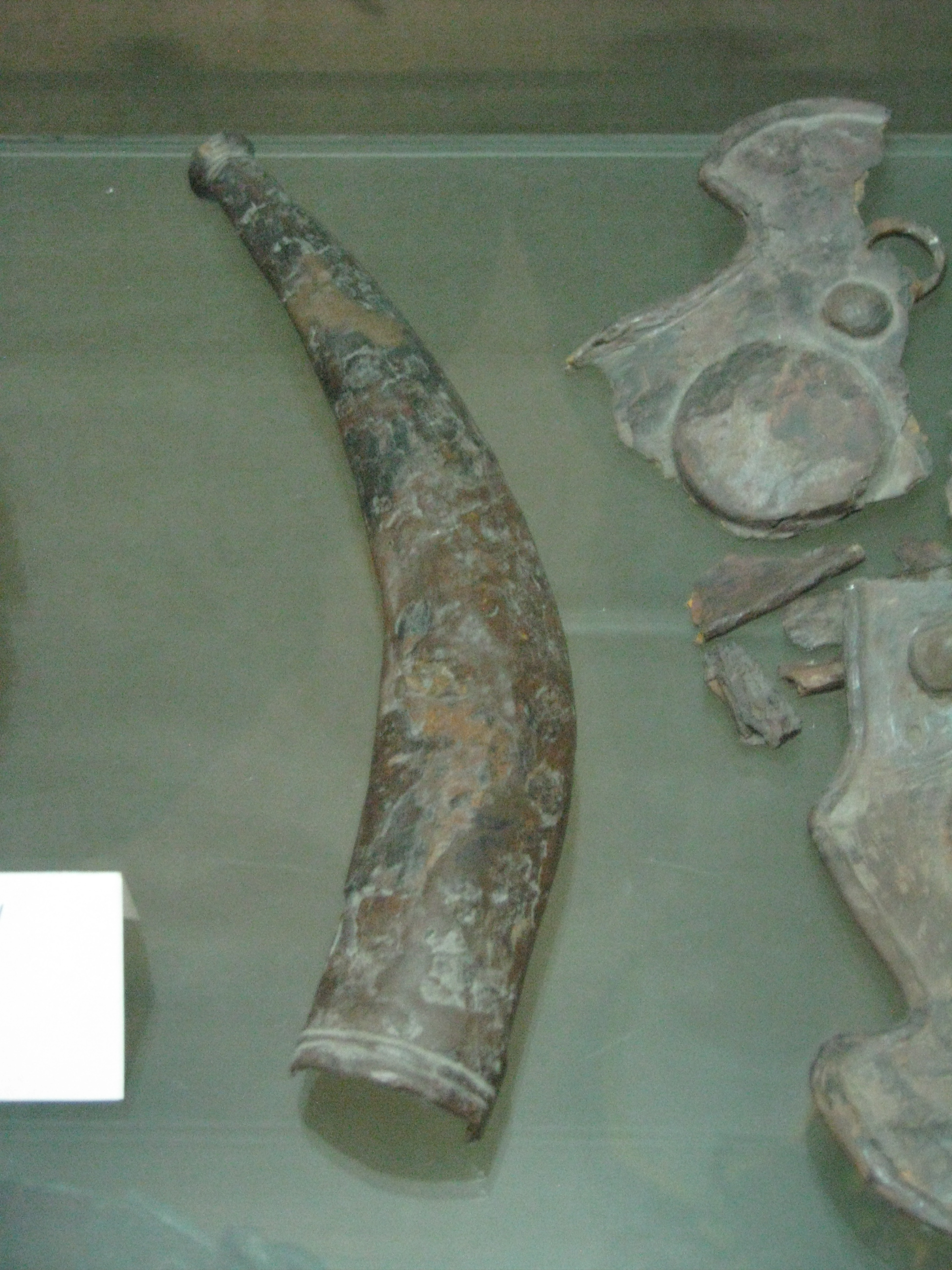
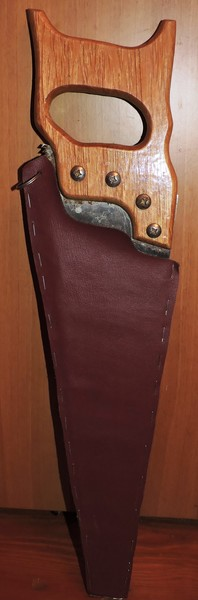
Самодельные ножны из дерматина для пилы по дереву